# 이정록 (지리학자)
이정록은 대한지리학회장과 전남대학교 사회과학대학 교수, 대통령직속 지역발전위원회(현 국가균형발전위원회) 위원을 지낸 대한민국의 지리학자이다.